# Kaiser
Kaiser sau și kaizer, pronunție: 'kai.zăr, este un cuvânt român de proveniență germană care semnifică un titlu de „împărat”. În germană mai există și „Kaiserin”, pentru „împărăteasă”.  Cuvântul „kaiser” derivă din titlul roman Cezar, care la rândul lui derivă din numele lui Iulius Cezar. 
În general, titlul de „kaiser” este folosit pentru împărații Sfântului Imperiu Roman și cei ai Imperiului German. Deși titlul de „Împărat al Indiei” este numit „Kaiser/Kaisar i Hind” în limbile urdu și hindi, nu există nicio relație directă cu germanul „Kaiser”, în ciuda similitudinii.

## Istoricul titlului german
Stilul imperial roman a fost reînviat în Imperiul Carolingian al francilor de Carol cel Mare în anul 800. Când imperiul a fost divizat după moartea sa, titlul de împărat a fost moștenit de monarhul care conducea și Regatul Romei, care se găsea în zona „germană” a imperiului. Împărații Sfântului Imperiu Roman (962—1806) s-au autodenumit „kaiser”, combinând titlul imperial cu cel de Rege al Romei. Ei considerau că sunt urmașii de drept ai împăraților Imperiului Roman și ai titlului de cezar. 
Monarhii Imperiului Austro-Ungar (1804—1918) au fost membri ai dinastiei Habsburg, dinastie care dăduse și toți împărații Sfântului Imperiu Roman încă din 1440. Și monarhii austro-ungari au adoptat titlul de „kaiser”. 
În general, în afara regiunilor cu populație vorbitoare de limbă germană, titlul de „kaiser” este asociat în principal cu cei trei împărați ai Imperiului German unificat (1871—1918), membri ai dinastiei Hohenzollern:
- Wilhelm  I (1871—1888);
- Frederick al III-lea (1888), care a domnit doar 99 de zile;
- Wilhelm  al II-lea (1888—1918), în timpul căruia monarhia germană și-a încetat existența la sfârșitul Primului Război Mondial.

În 1871 a existat o dezbatere publică asupra titlului pe care se cuvenea să-l poarte împăratul Germaniei unite. A fost ales „Deutscher Kaiser” (Împărat german). Au mai fost în discuție și titluri precum Kaiser von Deutschland (Împărat al Germaniei), ori Kaiser der Deutschen (Împărat al germanilor). S-a considerat că titlul ales denota superioritatea împăratului asupra monarhilor celorlalte principate ale imperiului.